# 田中氣象站
田中氣象站位於臺灣彰化縣田中鎮高鐵彰化站特定區內，為交通部中央氣象署轄下的三等氣象測報機構，也是截至2021年中央氣象局最新設置的有人駐站氣象站，亦是全臺第一座對外開放，與具有互動教育功能的氣象站。

## 沿革
中央氣象局鑒於臺灣區域性災害天氣日益顯著，地方人士對於氣象防災的服務與需求明顯增加，為建立更加完整的氣象監測服務網，因此規劃各縣市都要設置一座具有專業氣象人員駐守之氣象站。而彰化縣在田中氣象站成立之前均沒有人員駐站之氣象站，其氣象資料係縣內各處自動氣象站所蒐集資料，回傳臺中市梧棲區的梧棲氣象站判讀後，回傳臺北氣象局本部。
中央氣象局為配合行政院配合推動「五加二」產業創新、建構新農業體系的施政方針，鑒於中部是臺灣重要穀倉，因此於2012年起於彰化縣開始尋找適合設站之地點，經與彰化縣政府合作，由縣政府無償提供高鐵彰化站特定區內600坪的公共設施土地，田中氣象站於2016年7月確定設站於此，並向中央爭取新臺幣3,884萬元興建氣象站。相關辦公廳舍、觀測儀器工程於2018年3月動工，歷經兩年於2020年7月19日竣工啟用。人員配置經氣象局在總站數不變動情況下重新調整，臺東成功氣象站降編人員移撥新屋氣象站，梧棲氣象站降編無人站由臺中氣象站接收，人員移至田中氣象站。

## 建築結構
田中氣象站建築設計理念，配合當地原地形地貌與站區建物融合，北側無遮簷人行空間、綠廊，自然延伸連貫八堡圳。並且因為是臺灣首座對外開放的氣象站，因此建置120度環形劇場、魔法布告欄、地球展示系統、3D虛擬實境等動靜態，以及互動展示空間等多項具有氣象監測、氣象資訊服務、防災預警、科普教育、休閒及環境綠美化等多綜合功能的互動設施。

## 人員編制
田中氣象站依據中央氣象署三等氣象測報機構，編製員額5人，有主任1人、職員4人。

## 觀測項目

### 氣象監測及防災預警
田中氣象站建有地面氣候觀測系統，24小時持續記錄氣溫、氣壓、濕度、雨量、風向及風速、能見度、土壤溫度，以及雨水酸鹼值等監測項目。掌握彰化縣境內小區域、短時間的天氣變化，並於災害性天氣及颱風警報發生時，立即通報彰化縣各機關，減少災變天氣造成之災害。

### 氣象資料統計
每日製作前一日氣象要素日期檔，每小時統計，總計有24次紀錄，於每日經由網際網路回傳臺北氣象署本部資料處理科。

### 觀測儀器維護
觀測儀器定期保養、維護及瞭解儀器運作情況並校驗。

## 外部連結
- 交通部中央氣象署 田中氣象站 （页面存档备份，存于）